# NK Maribor
Nogometni Klub Maribor – słoweński klub piłki nożnej z miasta Maribor grający obecnie w pierwszej lidze Słowenii. W sezonach 1999/2000, 2014/2015 oraz 2017/2018 klub ten brał udział w fazie grupowej Ligi Mistrzów, a w sezonie 2013/2014 w rozgrywkach Ligi Europy, docierając do 1/16 finału. W 2006 roku zwyciężył w Pucharze Intertoto.

## Historia
Chronologia nazw:
- 12.12.1960: NK Maribor
- 1988: NK Maribor Branik – po fuzji z NK Branik Maribor
- 1997: NK Maribor Teatanic
- 1999: NK Maribor Pivovarna Laško
- 2006: NK Maribor

Klub został założony 12 grudnia 1960, kilka miesięcy po rozwiązaniu klubu NK Branik Maribor. Na spotkaniu kierownictwa nowo utworzonego klubu prezesem został Srecko Koren, trenerem Andrija Pflander, a kapitanem drużyny Oto Blaznik. Maribor zagrał swój pierwszy mecz 5 lutego 1961 przeciwko lokalnemu NK Kovinar i wygrał z wynikiem 2:1. Oba gole strzelił Stefan Tolic. Chociaż kolory klubu są biało-fioletowe, w pierwszych latach drużyna grała w niebiesko-zielonych strojach, ze względu na niemożność zdobycia fioletowych ubrań w latach 60. Od momentu powstania klub grał w słoweńskiej lidze republikańskiej (trzeci poziom ligowy Jugosławii). W pierwszym sezonie 1960/1961 zespół zwyciężył w 1. Slovenska Nogometna Liga i uzyskał prawo do gry w play-off o wejście do drugiej ligi Jugosławii, jednak wycofał się przed play-offami z powodu choroby zawodników. W rezultacie klub stracił miejsce w drugiej lidze. Trener Pflander został zastąpiony przez Vladimira Šimunića, który ostatecznie po sześciu latach poprowadził drużynę do drugiej ligi. Klub wygrał dwie pierwsze rundy play-offów, a następnie pokonał w dwumeczu chorwacki Uljanik z Puli z wynikiem 2:1.
W 1961 roku klub otrzymał nowy stadion Ljudski vrt. 2 września tego samego roku kibice byli świadkami narodzin nowej konfrontacji Mariboru z Olimpią. Pierwszy mecz pomiędzy tymi dwoma klubami został rozegrany w Lublanie i zakończył się remisem 1:1. Rywalizacja tych klubów w Słowenii stała się znana jako Wieczne Derby. Po 5 sezonach średnia frekwencja wyniosła około 8000 osób. Pod wodzą Šimunića klubowi udało się wygrać drugą ligę i awansować do pierwszej ligi Jugosławii. Pierwszy mecz w pierwszej lidze zespół zremisował 1:1 w 1967 roku z macedońskim Vardarem w Skopje, a debiutowy sezon na najwyższym poziomie Jugosławii zakończył na 12.miejscu. W ciągu pierwszych pięciu lat gry w najwyższej klasie rozgrywkowej klub rozegrał łącznie 166 meczów, z czego: 40 wygrał, 57 zremisował i 69 przegrał. Całkowita różnica bramek wynosi 166-270. Najwyższym osiągnięciem Fiołków było 10.miejsce z 18 klubów w sezonie 1969/70.
Od sezonu 1972/73 klub występował w drugiej lidze. W pierwszym sezonie po spadku z pierwszej ligi, zespół zajął drugie miejsce, ale potem w barażach został wyeliminowany w dwumeczu 3:1 i 0:3 z FK Proleter Zrenjanin. Po dramatycznych meczach play-off nastąpił okres stagnacji. W tym czasie klub kilkakrotnie był bliski awansu do awansu, a w sezonie 1977/78 zajął nawet drugie miejsce w lidze. Pod koniec sezonu 1980/81 klubowi udało się uniknąć spadku z ligi, ale z powodu przekupstwa został zdegradowany do trzeciej ligi przez komisję dyscyplinarną Jugosłowiańskiego Związku Piłki Nożnej. Do rozpadu Jugosławii w 1991 roku klub występował w trzeciej, a potem w drugiej lidze. W 1988 klub nawiązał współpracę z MŠD Branik (Mariborsko Športno Društvo Branik) i stał się nazywać się NK Maribor Branik.
Po rozpadzie Jugosławii klub zaczął grać w pierwszej lidze Słowenii. Był jednym z trzech klubów, które brały udział w mistrzostwach Jugosławii na najwyższym poziomie. W pierwszych dwóch sezonach stołeczna Olimpija zdominowała ligę, a w kolejnych dwóch po rywalizacji z Mariborem zdobyła mistrzostwo. Ale punktem zwrotnym dla klubu był sezon 1996/97. Zespół zdobył mistrzostwo po raz pierwszy w swojej historii. W kolejnych sezonach już nie oddał pierwszeństwa, stanowiąc siedem razy z rzędu mistrzem kraju. W 1997 po nawiązaniu kontraktu z Teatanic klub zmienił nazwę na NK Maribor Teatanic, a w 1999 roku na NK Maribor Pivovarna Laško.
W latach 2004–2008 klub miał duże kłopoty finansowe. A przez pewien czas mówiono nawet o rozwiązaniu klubu. Podobny los spotkał również rywali klubu - NK Mura i Olimpia z Ljubljany, które zostały rozwiązane w 2004 roku.
W 2006 roku klub przywrócił nazwę NK Maribor. A od sezonu 2007/08 nowym dyrektorem sportowym klubu został mianowany Zlatko Zahovič, legenda słoweńskiej piłki nożnej. 10 maja 2008 roku otwarto ponownie stadion Ljudski vrt, który był w trakcie renowacji przez 20 miesięcy, a w styczniu 2011 zarząd ogłosił, że długi zostały w całości spłacone.
W sezonie 2008/09 po dłuższej przerwie klub znów zdobył mistrzostwo. 12 grudnia 2010 roku klub obchodził swoje pięćdziesiąte urodziny, a 21 maja 2011 klub po raz dziewiąty został mistrzem Słowenii. Następnie w sezonach 2011/12, 2012/13, 2013/14, 2014/15, 2016/17 i 2018/19 zdobywał tytuł mistrzowski.

## Sukcesy
- Mistrzostwa Słowenii (16×): 1996/1997, 1997/1998, 1998/1999, 1999/2000, 2000/2001, 2001/2002, 2002/2003, 2008/2009, 2010/2011, 2011/2012, 2012/2013, 2013/2014, 2014/2015, 2016/2017, 2018/2019, 2021/2022
- Zdobywca Pucharu Słowenii (9×): 1991/1992, 1993/1994, 1996/1997, 1998/1999, 2003/2004, 2009/2010, 2011/2012, 2012/2013, 2015/2016
- Zdobywca Superpucharu Słowenii (4×): 2009, 2012, 2013, 2014
- Liga Mistrzów:
  - Faza grupowa (3×): 1999/2000, 2014/2015, 2017/18
- Liga Europy:
  - Faza grupowa: 2011/2012, 2012/2013
  - 1/16 finału (1×): 2013/2014
- Puchar Intertoto (1×): 2006

## Obecny skład
Stan na 21 lipca 2025
| Nr | Poz. | Piłkarz                              |
| -- | ---- | ------------------------------------ |
| 1  | BR   | Ažbe Jug (kapitan)                   |
| 2  | PO   | Hillal Soudani                       |
| 3  | OB   | Čedomir Bumbić                       |
| 4  | PO   | Nejc Viher                           |
| 5  | OB   | Pijus Širvys                         |
| 6  | OB   | Bradley M'bondo                      |
| 7  | PO   | György Komáromi                      |
| 8  | PO   | Eric Taylor                          |
| 10 | PO   | Žiga Repas                           |
| 11 | PO   | Ali Reghba                           |
| 12 | OB   | Gregor Sikošek                       |
| 15 | PO   | Jan Repas                            |
| 16 | PO   | Niko Grlić                           |
| 17 | OB   | Sheyi Ojo                            |
| 21 | PO   | Karol Borys (wypożyczony z Westerlo) |
| 23 | OB   | Adam Rasheed                         |

| Nr | Poz. | Piłkarz          |
| -- | ---- | ---------------- |
| 25 | PO   | Nik Belovič      |
| 29 | OB   | Luka Guček       |
| 30 | NA   | Benjamin Tetteh  |
| 32 | OB   | Luka Krajnc      |
| 34 | OB   | Anej Lorbek      |
| 41 | PO   | Malamine Bamba   |
| 43 | BR   | Tanej Handanović |
| 44 | OB   | Omar Rekik       |
| 50 | OB   | Lan Vidmar       |
| 55 | OB   | Mark Španring    |
| 70 | PO   | Isaac Tshipamba  |
| 77 | BR   | Tilen Golič      |
| 81 | BR   | Nejc Antonič     |
| 97 | PO   | Tine Čuk         |
| 99 | NA   | Orphé Mbina      |

### Piłkarze na wypożyczeniu
| Nr | Poz. | Piłkarz                             |
| -- | ---- | ----------------------------------- |
|    | PO   | Rok Maher (wypożyczony do NK Bravo) |

| Nr | Poz. | Piłkarz                                   |
| -- | ---- | ----------------------------------------- |
|    | BR   | Aljaž Cotman (wypożyczony do NK Aluminij) |